# Миролюбівська сільська рада (Новомиргородський район)
Миролю́бівська сільська́ ра́да (до 2016 — Жовтнева) — орган місцевого самоврядування Новомиргородського району Кіровоградської області. Центр сільської ради — село Миролюбівка.
Площа — 28,4 км². Населення — 454 чоловік.

## Населені пункти
Сільській раді підпорядковані населені пункти:
- с. Миролюбівка
- с. Моргунівка
- с. Караказелівка (зняте з обліку 1993 року)

## Склад ради
Рада складається з 12 депутатів та голови.

### Керівний склад ради
| ПІБ                           | Основні відомості                                                 | Дата обрання | Дата звільнення |
| ----------------------------- | ----------------------------------------------------------------- | ------------ | --------------- |
| Карпулевський Іван Васильович | Сільський голова, 1959 року народження, освіта, безпартійний      | 26.03.2006   | 31.10.2010      |
| Карпулевський Іван Васильович | Сільський голова, 1965 року народження, освіта вища, безпартійний | 31.10.2010   |                 |

Примітка: таблиця складена за даними джерела

## Населення
Згідно з переписом УРСР 1989 року чисельність наявного населення села становила 481 особа, з яких 210 чоловіків та 271 жінка.
За переписом населення України 2001 року в селі мешкали 454 особи.

### Мова
Розподіл населення за рідною мовою за даними перепису 2001 року:
| Мова       | Відсоток |
| ---------- | -------- |
| українська | 98,24 %  |
| російська  | 0,88 %   |
| білоруська | 0,44 %   |
| молдовська | 0,44 %   |